# Sociedad Fructífera

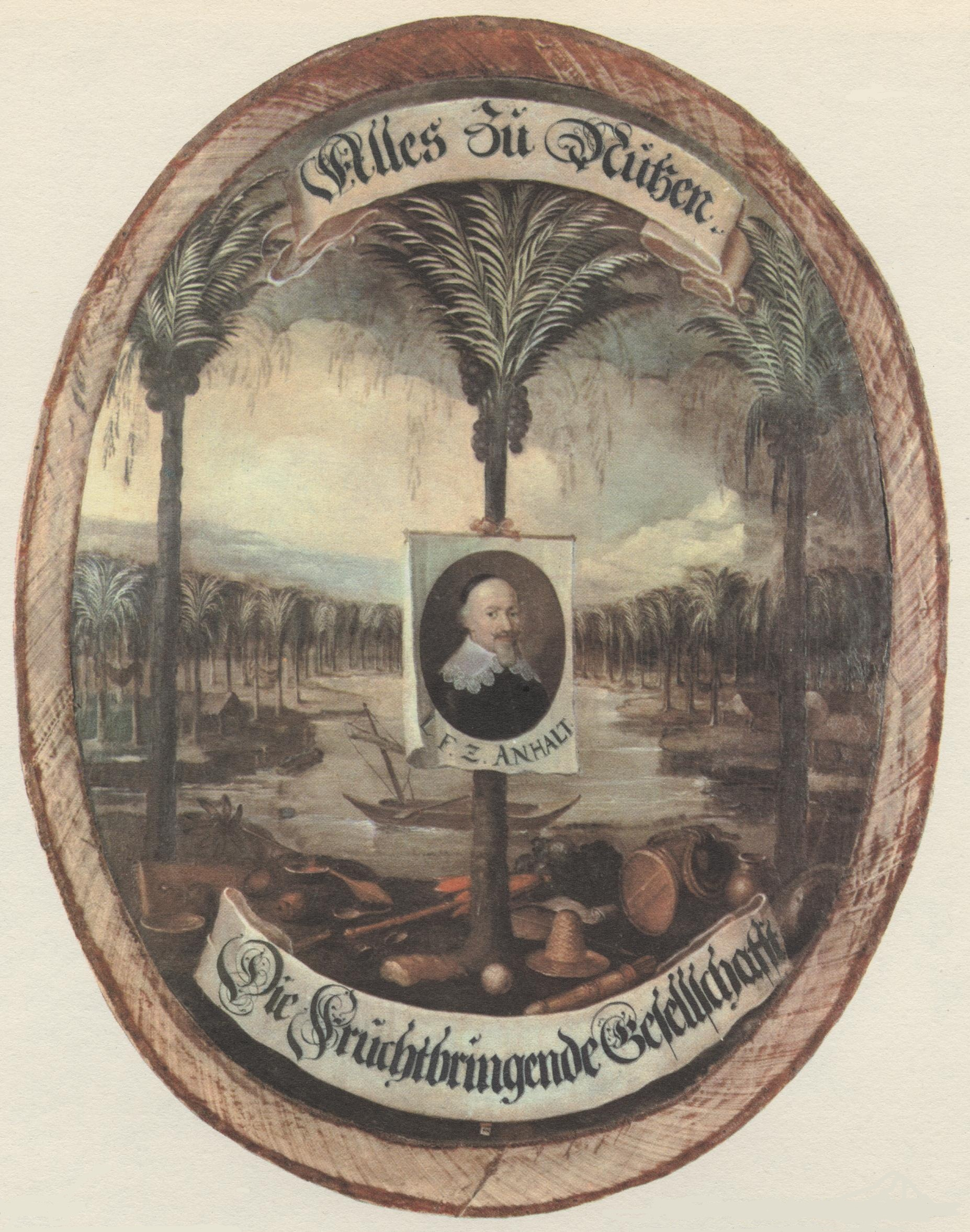
Escudo de la Sociedad Fructífera: palmar con un retrato del príncipe Luis de Anhalt-Köthen.

La Sociedad Fructífera (en alemán: Fruchtbringende Gesellschaft, en latín: Societas fructifera) (1617-1680) fue la primera academia de la lengua alemana. En su simbología se recurría con frecuencia al cocotero, con la consigna "Todo se aprovecha" (en alemán: Alles Zu Nutzen).
Fue fundada en Weimar en 1617 por un grupo de nobles e intelectuales alemanes. Moldeada sobre la Accademia della Crusca italiana, tenía por finalidad la estandarización de la lengua alemana vernácula y promoverla como idioma literario y académico.

## Miembros destacados
- Johannes Valentinus Andreae
- Sigmund von Birken
- Andreas Gryphius
- Hans Christoff von Königsmarck
- Adam Olearius
- Martin Opitz
- Axel Oxenstierna (político sueco)
- Ottavio Piccolomini (militar italiano)
- Johann von Rist
- Joachim von Sandrart